# Sri Gemilang
Sri Gemilang is een bestuurslaag in het regentschap Siak van de provincie Riau, Indonesië. Sri Gemilang telt 488 inwoners (volkstelling 2010).